# Ballot RH
Ballot RH är en personbil, tillverkad av den franska biltillverkaren Ballot mellan 1927 och 1931. 

## Ballot RH
Ballot introducerade sin sportiga RH-modell på bilsalongen i Paris 1927. Bilen hade en åttacylindrig motor med en överliggande kamaxel som påverkade vertikala ventiler. Hela förbränningsrummet låg i kolven. 
Chassit hade stela hjulaxlar upphängda i halvelliptiska bladfjädrar och mekaniska fyrhjulsbromsar med vakuumservo. 

## Motor
| Modell | Motor               | Cylindervolym | Effekt | Bränslesystem   |
| ------ | ------------------- | ------------- | ------ | --------------- |
| RH     | 8-cyl radmotor SOHC | 3049 cm³      | 68 hk  | Enkel förgasare |